# Caio Víbio Rufino
Caio Víbio Rufino (em latim: Gaius Vibius Rufinus) foi um senador romano nomeado cônsul sufecto em 22 com Marco Coceio Nerva. Era filho de Caio Víbio Rufo Rufino, cônsul sufecto em 16.

## Carreira
Rufino era amigo do imperador Tibério e serviu com ele no Danúbio e no Reno. Depois do consulado, foi nomeado procônsul da Ásia entre 36 e 37. Entre 41 e 42 e novamente entre 46 e 47 serviu como legado imperial na Germânia Superior.